# Louis Devedeux

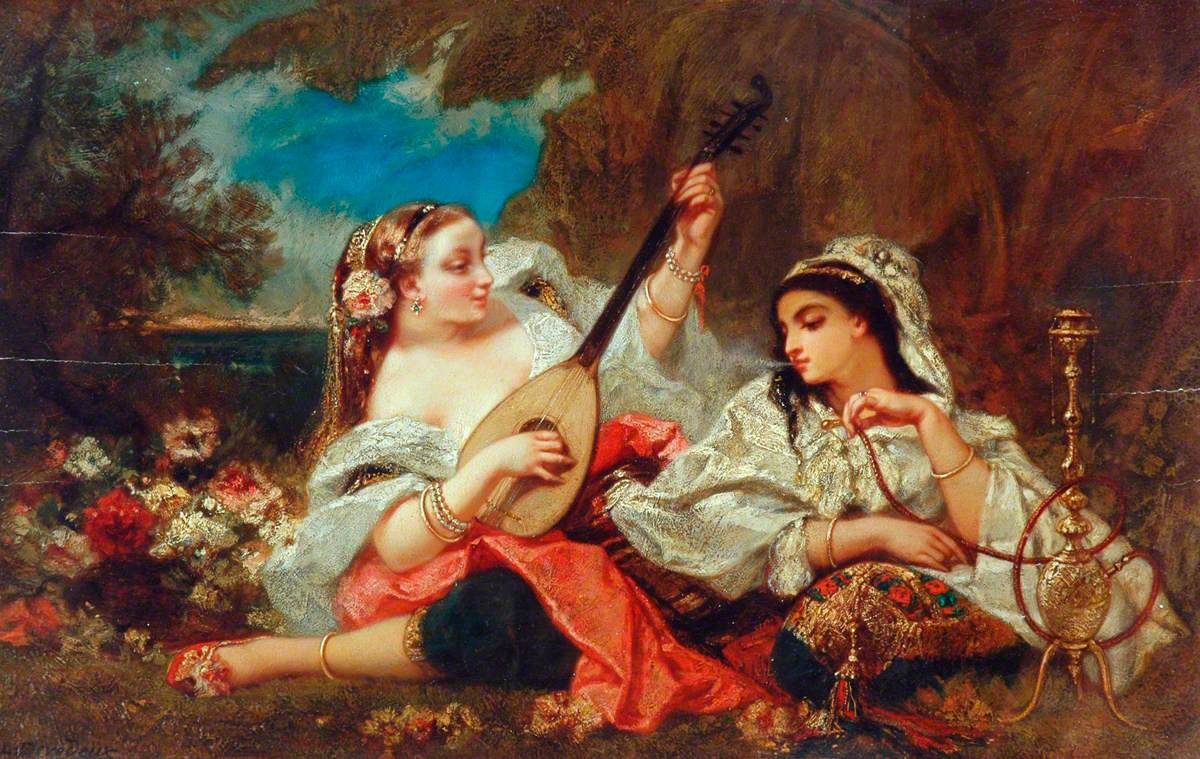
La siesta, quadro dipinto prima del 1874

Louis Devedeux (Clermont-Ferrand, 8 luglio 1820 – Parigi, 9 agosto 1874) è stato un pittore francese.

## Biografia
Louis Devedeux nacque a Clermont-Ferrand nel 1820 ed era il figlio di Jean Jacques Henri Devedeux e di Catherine Émilie Raymond.

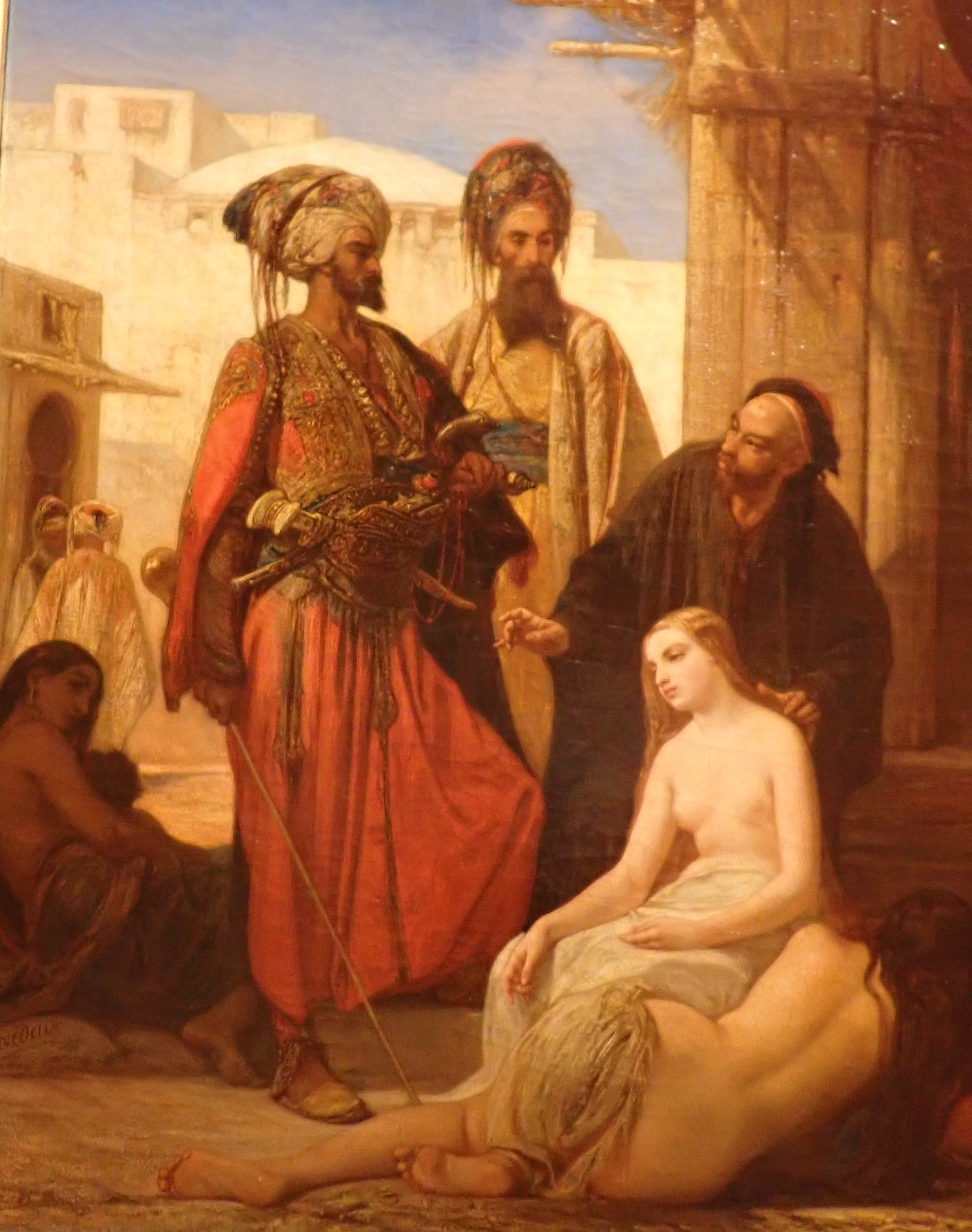
Un mercato degli schiavi in Asia Minore, 1867 circa

Devedeux studiò a partire dal 1836 alla scuola di belle arti di Parigi, dove fu allievo di Paul Delaroche e Alexandre-Gabriel Decamps. Nel 1838 egli espose per la prima volta un quadro al Salone di Parigi e in seguito avrebbe esposto delle altre opere ad Amburgo (nel 1872) e a Vienna (nel 1876). Il dipinto Un mercato degli schiavi in Asia Minore venne esposto al Salone parigino del 1867 e poi entrò nella collezione d'arte di Napoleone III di Francia.
Durante la sua carriera egli si occupò per lo più di dipinti dall’ambientazione orientale (quasi sempre con dei soggetti femminili), pur non avendo mai viaggiato nei paesi orientali. Egli si ispirò ai libri di Gustave Flaubert e Théophile Gautier, nonché ai diari di viaggio dei suoi contemporanei, come Eugène Fromentin. Anche le illustrazioni realizzate da Jules Laurens, un compagno di studi di Devedeux nell'atelier di Delaroche, per il Voyage en Turquie et en Perse ("Viaggio in Turchia e in Persia") di Hommaire de Hell (1857) gli fornirono senza dubbio un ricco repertorio iconografico dal quale ispirarsi. Secondo il critico alverniate Gabriel Marc, le tele orientaliste di Devedeux erano più vicine alle turcherie del diciottesimo secolo che alle visioni più realistiche dipinte dai suoi contemporanei.
Devedeux sposò Léonie Méchin. Egli morì il 9 agosto 1874, all’età di 55 anni, nella sua casa di Parigi, presso Passy.

## Galleria d'immagini

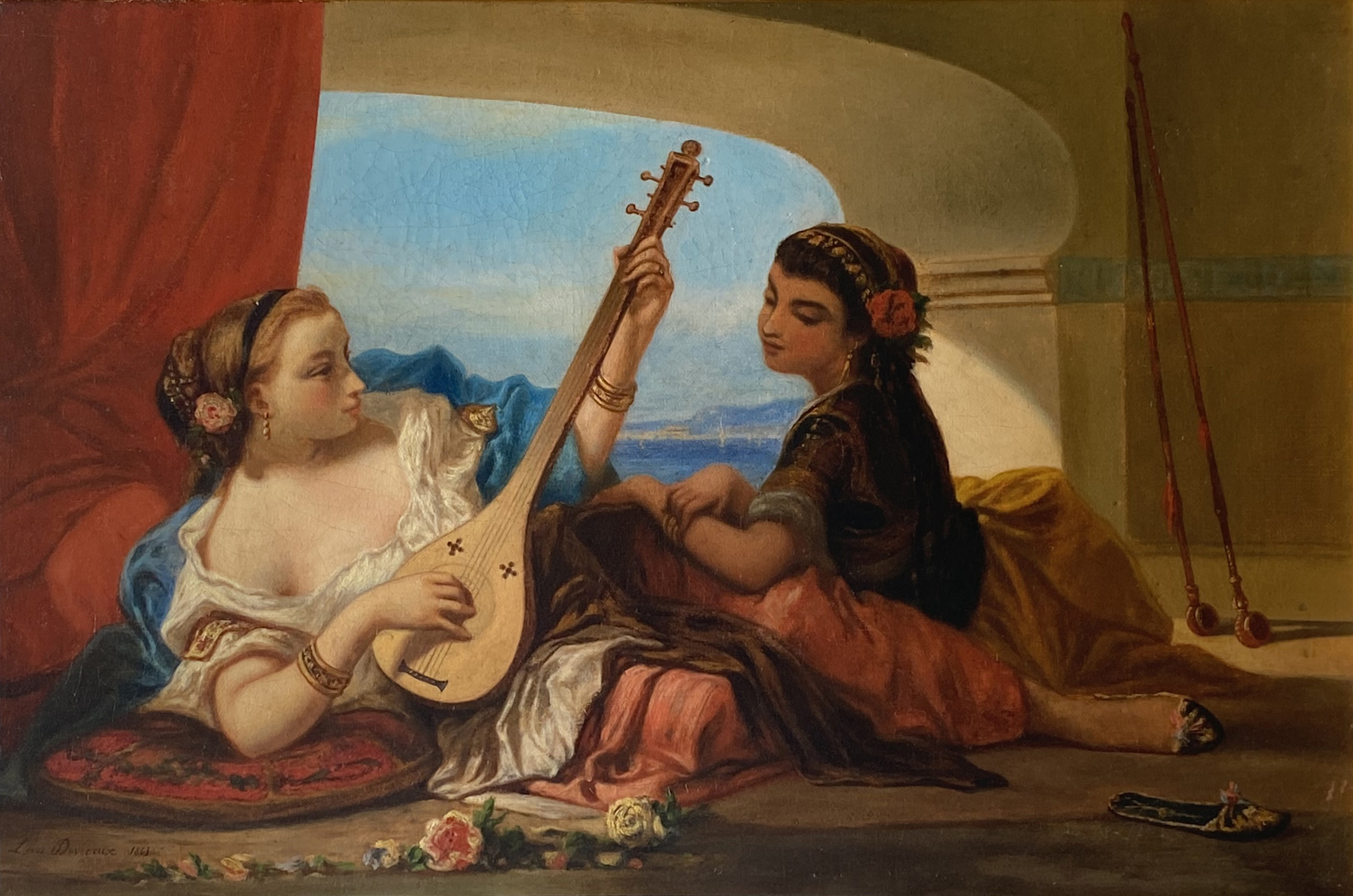
Filles du harem, quadro dipinto del 1863
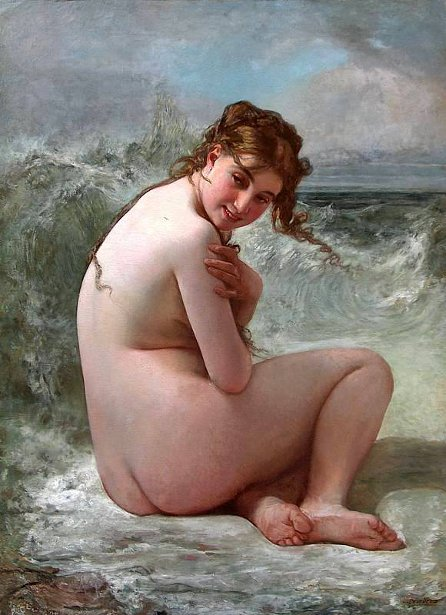
La nascita di Venere, 1850
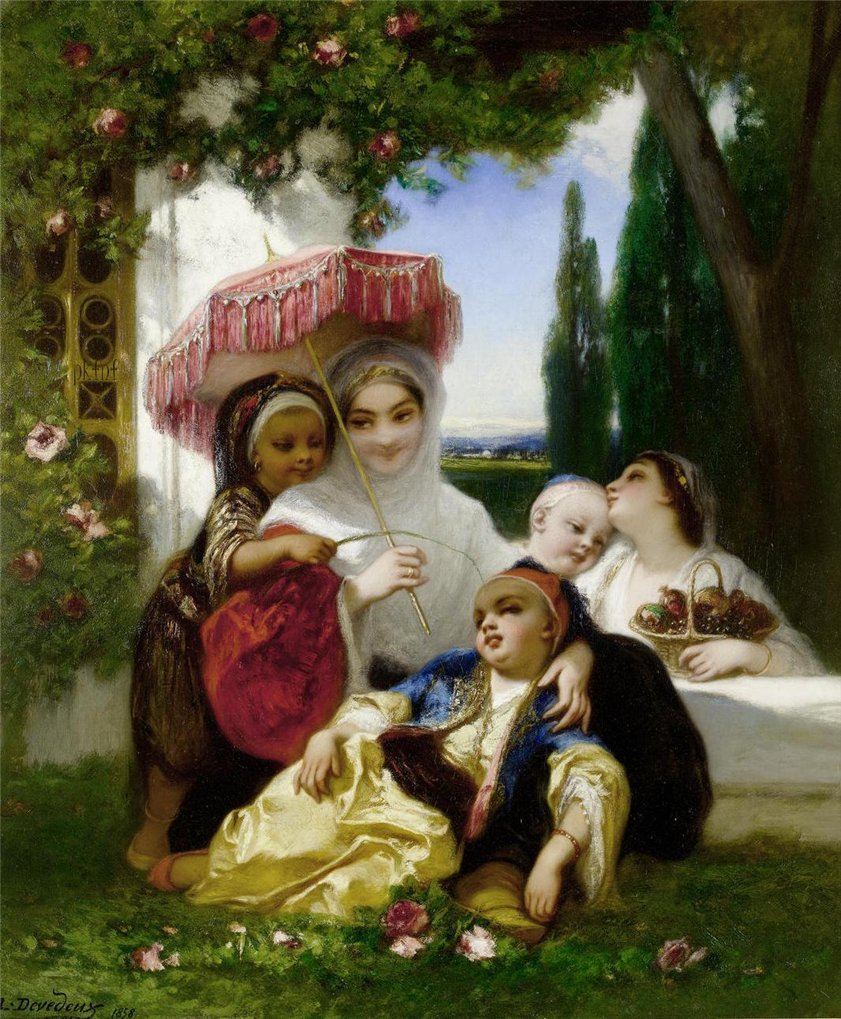
I bambini del principe, 1858